# Карабан, Дмитрий Антонович
Дмитрий Антонович Карабан (28 октября 1912 — 16 января 1945) — командир танкового батальона 47-й гвардейской танковой бригады 9-го гвардейского танкового корпуса 2-й гвардейской танковой армии 1-го Белорусского фронта, гвардии капитан. Герой Советского Союза.

## Биография
Родился в городе Лебедин (ныне Сумская область) в семье рабочего. Окончил 7 классов и фабрично-заводское училище при Сумском машиностроительном заводе имени Фрунзе. После окончания училища работал токарем.
В 1928 году по комсомольской путевке выехал на строительство Магнитки.
Возвратившись в Лебедин, работал на местном механическом заводе.
В Красной армии с 1934 года.
В 1939 году окончил Орловское бронетанковое училище им. Фрунзе. Член ВКП(б) с 1939 года.
Танковый батальон, которым командовал гвардии капитан Карабан, участвовал в:
- в середине января 1945 года в освобождении города Жирардув (Польша), перерезав шоссе Варшава — Ченстохова;
- в бою за город Сохачев, уничтожив 2 артиллерийские батареи, 12 танков и большое количество гитлеровцев, чем содействовал успешному освобождению польской столицы советскими войсками;
- в боях за Варшаву.

Погиб. Похоронен в городе Жирардув (Польша).
Указом Верховного Совета СССР от 27 февраля 1945 года, за умелое руководство батальоном во время прорыва обороны противника и проявленные при этом мужество и отвагу, гвардии капитану Карабану Дмитрию Антоновичу присвоено звание героя Советского Союза (посмертно).

## Награды
- Медаль «Золотая Звезда»;
- 2 ордена Ленина;
- орден Красного Знамени;
- 2 ордена Красной Звезды.